# Whatever It Takes
Whatever It Takes – singel polskiej piosenkarki popowej Edyty Górniak promujący album Invisible, wydany w 2003 roku przez wydawnictwa muzyczne EMI oraz Virgin Records. Singel został wydany na terenie całej Europy.
Twórcami kompozycji są John Reid oraz Simon Franglen.
Za produkcję utworu odpowiedzialni byli Chris Porter, Rick Mitra oraz Peter Gordeno.

## Lista utworów
Opracowano na podstawie materiału źródłowego.
1. „Whatever It Takes” – 3:45